# آناکساندریداس یکم
آناکساندریداس یکم (زبان یونانی: Ἀναξανδρίδας) (حکومت:از حدود  قبل از میلاد ۶۷۵ تا حدود ۶۴۵ قبل از میلاد) پادشاه اسپارت و جزو خاندان یوریپونتد بود. بعد از وی آرخیداموس یکم به پادشاهی رسید.